# 성희안
성희안(成希顔, 1461년 1월 ~ 1513년 7월)은 조선 전기의 문신이자 성리학자, 작가, 외교관으로 자는 우옹(愚翁), 호는 인재(仁齋), 시호는 충정, 본관은 창녕이다.
점필재 김종직의 문하에서 수학하여 1485년(성종 16) 별시문과에 을과로 급제해 관직에 올랐으나 연산군을 풍자하는 시를 썼다가 관직이 부사용으로 강등당한다. 이후 중종 반정에 적극 참여하여 성사시켰고, 주요 반정 공신의 한사람이었다. 반정 후 좌의정을 거쳐 영의정에 이르렀다. 김종직의 문인이다.

## 생애

### 생애 초반
돈령부판관 성찬(成瓚)과 그 부인 전주 이씨 사이에서 태어났다. 외할아버지는 덕천군 이후생(李厚生)이다. 일찍이 점필재 김종직을 찾아가 그의 문하에서 사사하였다. 1480년(성종 11) 생원시에 합격하여 생원이 되고 성균관에서 수학하였다.

### 성종~연산군 시절
1485년(성종 16) 별시문과에 을과로 급제해 홍문관정자를 지냈다. 이어 부수찬, 예빈시주부 등을 역임하였고 당시 성종의 숭유정책(崇儒政策)에 신진으로서 국왕이 많은 자문을 구할 만큼 김종직의 제자들 중에도 학문이 깊었다. 그 뒤 여러 벼슬을 거쳐 예빈시주부(禮賓寺主簿)가 되었다.
연산군 시절에도 문무 요직을 거쳐 1499년(연산군 5)에는 군기시부정(軍器寺副正)이 되어 서정도원수(西征都元帥) 이계전(李季全)의 종사관을 지냈다. 1503년 동지중추부사(同知中樞府事)로서 명나라에 파견되는 사은사(謝恩使)의 부사가 되어 세자 책봉고명을 받아오는 것을 겸한 하례차 명나라에 다녀오기도 했다. 명나라에 가서 왕세자 책봉에 대한 하례를 하고 돌아온 공로로 벼슬이 승진, 형조참판이 되어 가선대부에 올랐다.
1504년 이조참판 겸 오위도총부 부총관을 맡을 때 양화도(楊花渡)의 망원정(望遠亭)에서 놀이를 즐기는 연산군에게 폭정을 비화한 풍자적이고 훈계적인 시를 지어 바침으로써 미움을 사 무관 말단직인 행 부사용(副司勇)으로 좌천당했다. 이때를 전후하여 연산군의 폭정은 날로 더하여 민심 또한 더욱 흉흉해졌고, 그의 측근들조차 그를 포기한 상태였다. 이에 성희안은 1506년, 박원종과 함께 반정(反正)을 도모하여 명망가이던 유순정을 참여시키고, 신윤무, 박영문, 홍경주 등에게 군대를 동원시켜 진성대군을 옹립할 것을 거사하였다. 또한 권신인 유자광에게도 비밀리에 연락하여 보상을 약속하여 그의 참여를 이끌어냈다.
또한 남곤, 이행, 이기 등 김종직의 다른 문하생들과도 연락하여 이들의 동의와 지지를 얻어낸다.

### 중종반정 이후
1506년, 연산군의 폭정이 연일 계속되자 박원종, 유순정과 모의해 중종반정을 일으켜 연산군을 폐위시키고 중종을 옹립하였다. 반정을 성공시킨 공을 인정받아 병책분의결책익운정국공신(秉策奮義決策翊運靖國功臣) 1등에 책록되고, 창산군(昌山君)에 봉작되었다. 이어 형조판서, 이조판서, 대사헌 등의 관직을 제수받고 숭록대부의 지위에 올랐다. 그러나 학문을 연마하던 그는 공신적에 올랐음에도 사치하거나 여러 기녀를 곁에 두고 황음무도한 짓을 하지는 않았다.
이듬해인 1507년 창산부원군(昌山府院君) 겸 판의금부사(判義禁府事)가 되었으며, 글재주로 당대의 사대부들을 설득하여 국내혼란을 수습하고 반정의 뒤처리를 하였다. 중종 즉위에 명나라 고명(誥命)이 어렵게 되자, 그는 반정에 대한 인정을 받기 위해 명나라에 직접 청승습사(請承襲使)를 자청하여 다녀오기도 했다. 명나라에 갔을 때는 연산군이 적통 계승자가 아니며 이제야 성종의 진정한 계승자가 나타났다는 식으로 명나라 조정을 설득하여 일을 성사시키고 귀국하였다. 귀국 이후에는 실록총재관(實錄總裁官)이 되어 《연산군일기》의 편찬을 주관하였다.
한때 강건한 이름을 얻었던 성희안은 반정 직후 뇌물세례를 당하였다. 그 뒤 반정공신의 다수를 이루는 무관을 옹호하여 사풍(士風)을 능멸하였다는 대간의 탄핵을 받기도 하였으나 김종직의 문인인 탓에 관직에서 쫓겨나지도 않았고, 반정공신이었으므로 별 제한없이 좌의정에 올랐다.

### 생애 후반
1509년 우의정이 되어 이듬해 발발한 삼포왜란에서는 도체찰사와 병조판서를 겸임하기도 군무를 총괄하기도 하였다. 이후 무관들을 발탁, 등용하는 정책을 펴다가 다른 마음을 먹고 옹호하였다는 탄핵을 받았으나 왕이 무마시켰다. 그 뒤 좌의정을 거쳐 1513년 영의정의 자리에 올랐다.
거사에 있어 앞장서서 큰 공을 세웠고 적극적으로 지지세력을 규합하는데 노력하였으며, 김종직의 문인이란 인맥을 적극 활용하여 반정의 성공에 기여하였다. 그러나 벼슬은 차례가 있다고 하여 박원종, 유순정, 홍경주 등에게 양보하고, 자신은 셋째번에 서기도 하였다. 또한 자신의 딸이나 조카를 후궁으로 들이라는 주변의 권유를 물리치기도 했다. 이러한 처신으로 주변에 적을 만들지 않고 오랫동안 생명을 보전할 수 있었다.
사후 중종의 묘정에 배향되었으며, 시호는 충정(忠定)이다.

## 가족관계
- 고조부 : 성사달(成士達)
- 증조부 : 성부(成溥)
- 조부 : 성효연(成孝淵)
  - 아버지 : 성찬(成瓚)
    - 외조부 : 덕천군 이후생 (정종의 10남)

  - 어머니 : 전주 이씨 - 덕천군의 장녀
    - 형 : 성희증(成希曾)
    - 남동생 : 성희옹(成希雍)
    - 누이 : 조원륜(趙元倫)의 처
    - 누이 : 영천 이씨 이제손(李悌孫)의 처
    - 누이 : 남원 윤씨 윤형(尹衡)의 처
    - 누이 : 평산 신씨 신수린(申壽麟)의 처
    - 부인 : 풍양 조씨 - 조익상(趙益祥)의 딸 
      - 장남 : 성율(成瑮, 1498 ~ ?)
      - 며느리 : 전주 이씨 - 덕진군(德津君) 이활의 딸
        - 손자 : 성수철(成壽鐵, 1512 ~ ?)
        - 손녀 : 성명억(成命億, 1515 ~ ?)
        - 손녀 : 성천억(成薦億, 1519 ~ ?)
        - 손녀 : 성가시(成加屎, 1530 ~ ?)

      - 장녀 : 안동 권씨 권영(權詠)의 처
        - 외손자 : 권호(權顥)
        - 외손자 : 권이(權頤, 1541 ~ ?)

      - 차녀 : 평창 이씨 이희명(李希明)[2]의 처
        - 외손자 : 이섭(李渉, 1534 ~ ?)
        - 외손자 : 이발(李潑)
        - 외손자 : 이옥(李沃, 1537 ~ ?)
        - 외손자 : 이철(李澈, 1538 ~ ?)
        - 외손녀 : 파평 윤씨 윤담휴(尹覃休)의 처

      - 사돈 : 덕진군(德津君) 이활 - 창원군(昌原君) 이성(李晟)의 양자, 조선 세조의 서손자

## 기타
좌의정으로 있던 어느날 오랜 친구인 신당 정붕에게 편지를 보냈는데 "청송 고을에는 웅당 잣과 꿀이 많을 터이니 조금만 나누어 보내달라"는 내용이었다. 편지를 보고 난 정붕은 태연한 자세로 즉석에서 답장을 보내기를 "잣은 높은 산 위에 있고 꿀은 백성 집 벌통 속에 있으니 내가 어찌 이것을 마음대로 취할 수 있으리요"라 하였다. 정붕의 답장을 받아본 성희안은 자기의 실수를 깊이 뉘우치고 사과하였다고 한다.

## 관련 작품

### 드라마
- 《조선 왕조 오백년 - 풍란》 (MBC, 1985년 배우:나영진)
- 《여인천하》 (SBS, 2001년~2002년 배우:허현호)
- 《대장금》 (MBC, 2003년~2004년 배우:홍민우)
- 《왕과 나》 (SBS, 2007년~2008년 배우:맹봉학)

### 영화
- 《왕의 남자》(2005년) 윤주상

## 같이 보기
- 중종반정
- 김종직
- 사림

## 참고 문헌
- 연산군일기
- 중종실록
- 국조인물고(國朝人物考)